# 새뮤얼 클러크

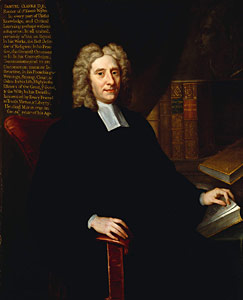

사무엘 클라크(영어: Samuel Clarke; 1675-1729)는 영국의 국교도이며, 철학자로 존 로크와 조지 버클리의 중간에 위치한다. 아이작 뉴턴이 르네 데카르트보다 위대하다고 생각하고, 뉴톤의 뒤를 따르게 된다. 하나님의 존재에 대한 논리적 기법에 의한 논쟁에 기초한 교과서를 출판하였다. 1710년에 신학박사 학위를 받고, 삼위일체 교리에 대해 반박하는 논문을 썼다. 고트프리트 빌헬름 라이프니츠와의 서신을 통해 자연철학에 대해 논했다.
그는 기독교 신앙에서 어느 부분도 이성과 대립되지 않는다라고 주장함으로 하나님의 본성을 과학적 이성으로 증명할 수 있다고 주장하였다. 그는 성경이 삼위일체교리와 아리안주의 모두를 지지하지 않는다고 주장하였다.
윤리학에 관해 수학의 기법을 사용한 '적합'(fitness)이론을 주장하였고, 프랜시스 허치슨으로부터 지적을 받았다.

## 저서
삼위일체의 성경적 교리(1712; The Scripture Doctrine of Trinity): 그는 삼위일체가 성경적으로 증명될 수 없다고 주장하였다.

## 같이 보기
- 토마스 처브